# Nagroda im. Wojciecha Świętosławskiego
Nagroda im. Wojciecha Świętosławskiego – nagroda ustanowiona w 2013 r. przez Zarząd Oddziału Warszawskiego Polskiego Towarzystwa Chemicznego. Celem Nagrody jest wspieranie aktywności naukowej wyróżniających się chemików pochodzących z okręgu warszawskiego oraz upamiętnienie sylwetki patrona nagrody prof. Wojciecha Świętosławskiego.

## Zasady
Nagroda przyznawana jest za osiągnięcia naukowe z ostatnich pięciu lat w następujących kategoriach:
- Nagrodę stopnia III przyznaje się osobom, które nie przekroczyły 30. roku życia.
- Nagrodę stopnia II przyznaje się osobom, które nie przekroczyły 40. roku życia.
- Nagrodę stopnia I przyznaje się czynnym zawodowo naukowcom niezależnie od wieku nominowanych.

Oddział Warszawski może przyznać Nagrodę specjalną naukowcom, którzy w sposób szczególny zasłużyli się dla rozwoju polskiej chemii, zarówno w sensie badawczym, jak i popularyzatorskim.
Oceny wniosków i wyboru laureatów dokonuje Kapituła Nagrody, której członkami są wybitni warszawscy chemicy. Werdykt Kapituły jest zatwierdzany przez Zarząd Oddziału Warszawskiego PTChem.
Konkurs corocznie kończy uroczyste spotkanie członków Oddziału Warszawskiego PTChem, w trakcie którego jest ogłaszana lista laureatów. Od szeregu lat w spotkaniach tych uczestniczą członkowie rodziny prof. Wojciecha Świętosławskiego.
Bieżące informacje oraz szczegóły dotyczące konkursu dostępne są na stronie Warszawskiego Oddziału PTChem.

## Laureaci
2013: Daniel Gryko (I stopnia), Wojciech Grochala (II stopnia), Marta Królikowska (III stopnia)
2014: Roman Mierzecki (nagroda specjalna), Michał Cyrański (I stopnia), Krzysztof Kazimierczuk (II stopnia), Jan Paczesny (III stopnia)
2015: Mieczysław Mąkosza (nagroda specjalna), Ewa Górecka (I stopnia), Wojciech Bury (II stopnia), Michał Tomza (III stopnia)
2016: Janusz Jurczak (nagroda specjalna), Robert Hołyst (I stopnia), Agnieszka Nowak-Król (II stopnia), Piotr Guńka (III stopnia)
2017: Tadeusz M. Krygowski (nagroda specjalna), Wiktor Koźmiński (I stopnia), Joanna Niedziółka-Jonsson (II stopnia), Maciej Giedyk (III stopnia)
2018: Roman Dąbrowski (nagroda specjalna), Krzysztof Woźniak (I stopnia), Wojciech Chaładaj (II stopnia), Łukasz Skórka (III stopnia)
2019: Sławomir Filipek (I stopnia), Kamil Paduszyński (II stopnia), Sebastian Stecko (II stopnia), Artur Kasprzak (III stopnia)
2020: Małgorzata Barańska (nagroda specjalna), Irena Kulszewicz-Bajer (I stopnia), Agata Michalska-Maksymiuk (I stopnia), Krzysztof Durka (II stopnia), Piotr Jankowski (III stopnia)
2021: Andrzej Czerwiński (nagroda specjalna), Władysław Wieczorek (I stopnia), Anna Kajetanowicz (II stopnia), Patrycja Kowalik (III stopnia)
2022: Urszula Domańska-Żelazna (nagroda specjalna), Marek Trojanowicz (nagroda specjalna), Marcin Górecki (II stopnia), Wiktor Lewandowski (II stopnia), Michał Ociepa (III stopnia)
2023: Bartosz Grzybowski (nagroda specjalna), Paweł Kulesza (nagroda specjalna), Dorota Gryko (I stopnia), Janusz Lewiński (I stopnia), Piotr Garbacz (II stopnia), Paweł Majewski (II stopnia), Krystyna Maslowska-Jarzyna (III stopnia)
2024: Kazimierz Starowieyski (nagroda specjalna), Michał Lesiuk (I stopnia), Artur Kasprzak (II stopnia), Jan Stanek (II stopnia), Dominik Wołosz (III stopnia)